# باتريك زونتاج
باتريك زونتاج (بالألمانية: Patrick Sonntag)‏ (29 يونيو 1989 في ألمانيا - ) هو لاعب كرة قدم ألماني (وحمل سابقاً جنسية ألمانيا الشرقية) في مركز الهجوم. لعب مع إرتسغيبيرغه آوه وVfB Auerbach ‏.

## وصلات خارجية
- باتريك سونتاج على موقع قاعدة بيانات كرة القدم.إي يو (الإنجليزية)
- باتريك سونتاج على موقع بيانات كرة القدم. دي إي (الألمانية)
- باتريك سونتاج على موقع عالم كرة القدم.نت (الإنجليزية)